# Nathanaël Berthon
Nathanaël Berthon (Romagnat, 1 de julho de 1989) é um piloto profissional de corridas da França. Foi piloto da Racing Engineering na GP2 Series.